# Берндорф (Айфель)
Берндорф (нем. Berndorf) — община в Германии, в земле Рейнланд-Пфальц.
Входит в состав района Вульканайфель. Подчиняется управлению Хиллесхайм. Население составляет 526 человек (на 31 декабря 2010 года). Занимает площадь 9,14 км².